# Commento psicologico al Bardo Thödol
Il Commento psicologico al Bardo Thödol è un saggio scritto da Carl Gustav Jung nel 1935 ed è una riflessione sul testo de Il Libro tibetano dei morti, basata sull’edizione del 1927 dell’omonima opera curata da W. Y. Evans-Wentz. 

## Contenuto
Il commento comincia con una breve sintesi dei contenuti del Bardo Thödol, libro che si propone come guida per il defunto (bardo) durante lo stato intermedio di 49 giorni che divide la morte dalla successiva rinascita. Il testo è diviso in tre parti: il chikhai, sugli eventi psichici che occorrono al momento della morte; il chönyid, in cui si descrive lo stato di sogno e delle illusioni karmiche che compaiono al sopraggiungere della morte definitiva; infine, il sidpa, in cui trovano luogo gli impulsi alla rinascita e tutto ciò che riguarda gli eventi prenatali. Jung considera tale tripartizione come un processo d'iniziazione volto a ricostituire la divinità perduta dall'anima al momento della rinascita, secondo un climax discendente, dalle regioni superiori in cui si gode la visione delle divinità pacifiche, a quelle inferiori, caratterizzate dalla presenza di divinità irate e di istinti primordiali.
Per dichiarata comodità di esposizione, Jung nel suo commento ribalta l’ordine delle varie parti del libro, cominciando le sue riflessioni dallo stato sidpa. In questa sezione è descritta la conclusione del viaggio ultraterreno del defunto, che avviene a causa del richiamo irresistibile dell'eros carnale, desiderio fisico che lo imprigiona nuovamente in utero e lo condanna alla successiva rinascita. Jung propone a questo riguardo un parallelismo fra il testo e la psicanalisi, definita come il primo tentativo occidentale di investigare la zona psichica istintuale, visto il rapporto ch'essa instaura fra complessi e nevrosi; viene tuttavia sottolineata la natura essenzialmente negativa dell’inconscio descritto da Freud, sede del rimosso, caratteristica questa che lo avvicina alla discesa pulsionale del sidpa.
Continuando il commento a ritroso, Jung tratta a questo punto lo stato di chönyid o delle illusioni karmiche, che si basano sui frutti delle vite precedenti. L’idea del karma viene descritta come teoria psichica dell’ereditarietà, basata sull’ipotesi della reincarnazione e sul concetto di atemporalità della psiche. Jung equipara le immagini concepite dal bardo durante  chönyid agli archetipi, ovvero alle strutture fondanti dell'inconscio ipotizzate dalla psicologia analitica, uniformi in ogni tempo e luogo e in tutti gli uomini. Rispetto dunque al carattere inferiore e sensuale del sidpa, la realtà percepita nel chönyid è dominata dall’espressione di contenuti prettamente psichici, sperimentati all’interno di una dimensione onirica. Nel sogno vissuto dal bardo, sempre secondo l’ordine inverso del commento junghiano, appiano il dio della morte, ventotto orribili dee e cinquantotto divinità vampiriche, i cui attributi, sempre più mostruosi, derivano dal manifestarsi della complessità dei simboli archetipici a loro associate. Il flusso di tali immagini, nel loro complesso, è descritto da Jung come il progressivo svolgersi di una psicosi intenzionale: lo stato di disgregazione dell’unità del bardo (condizione del chikhai) si riflette nel complicarsi del contenuto archetipico man mano che si procede nella visione; le fantasie assumono un aspetto concreto e tangibile, come avviene nella schizofrenia, malattia caratterizzata appunto dalla dissociazione e irruzione dei contenuti archetipici nella coscienza. Il bardo, soggetto psichico, viene spinto sempre più in basso dal peso di queste immagini fino a lambire, nel stadio di sidpa, il mondo terreno e i suoi allettamenti. Jung considera queste visioni come asserzioni metafisiche della psiche, 
La parabola discendente del bardo è speculare all’ascensione vissuta nello stato di chikhai. Quest'ultimo è caratterizzato dal vuoto luminoso che si sperimenta immediatamente dopo il trapasso e culmina nella visione delle quattro regioni celesti, in cui le divinità sono organizzate all’interno di mandala che contengono la croce dei quattro colori: bianco per la saggezza, giallo per la parità, rosso per la saggezza che discerne, verde per la saggezza che tutto opera; il mandala è il simbolo dell’ordine trascendente, termine ultimo e occasione per lo spirito per liberarsi dal ciclo di morte e rinascita, risalire il monte Meru e raggiungere il dharmakāya, dimensione spirituale libera dalle immagini archetipiche, in cui è dissolta la coscienza individuale. Questo stato di vacuità è la perfetta illuminazione, sede delle manifestazioni latenti della psiche. Jung sottolinea come per l'orientale l'anima personale sia espressione stessa della divinità: la realtà fisica non è che una proiezione della mente, il "datore di tutte le cose abita in noi stessi" e il mondo degli dei e degli spiriti è manifestazione dell'inconscio collettivo. Questo concetto stride in particolare con la visione occidentale dell'anima individuale, da sempre considerata "piccola" o inferiore, troppo personale o soggettiva per consentere l'autoliberazione. Il concetto fa da sfondo alla dicotomia fra introversione ed estroversione già descritta da Jung nel suo Tipi psicologici.

## Edizioni italiane
- C. G. Jung, Psicologia e religione, trad. di Elena Schanzer e Luigi Aurigemma, in Opere, vol. 11, Bollati Boringhieri.
- C. G. Jung, La saggezza orientale, Bollati Boringhieri, 2012, ISBN 9788833923239